# Guindilia
Gindilia es un género con tres especies de plantas de flores perteneciente a la familia Sapindaceae. 

## Especies seleccionadas
- Guindelia cristata
- Guindelia dissecta
- Guindelia trinervis